# Opland
Ved et opland betegnes det område, der betjener eller betjenes af et givet sted.
Begrebet anvendes i mange ulige sammenhænge. Nogle eksempler:
1. naturgeografi: et vandløbs opland er det område, hvor fra vand strømmer mod samme vandløb[1].
2. handel: oplandet betegner det område, som en given forretning, et givet indkøbscenter eller en given by betjener[2].
3. offentlig service: oplandet betegner det område, som en given institution skal betjene. Det kan være en skoles elevopland. Oplandet til Amagerforbrænding er Amager, Frederiksberg og den indre del af København og Brokvartererne.